# 2022年のメジャーリーグベースボール
2022年のメジャーリーグベースボール（2022ねんのメジャーリーグベースボール）では2022年のメジャーリーグベースボール（MLB）の出来事における動向をまとめる。
2021年のメジャーリーグベースボール - 2022年のメジャーリーグベースボール - 2023年のメジャーリーグベースボール

## できごと

### 1月
- 9日
  - ニューヨーク・ヤンキースの1Aの監督にレイチェル・バルコベックが就任。史上初の女性監督となる[1]。
- 13日
  - 越年したロックアウト（英語版）はMLBオーナー陣と選手会の折衝が新労使協定を巡ってリモート形式で会議を再開したが、合意に至らず[2]。
- 14日
  - オークランド・アスレチックスは、ロサンゼルス・エンゼルス元監督のブラッド・オースマスがベンチコーチに就任したことを発表[3]。
- 15日
  - 海外FA選手との交渉が解禁[4]。
- 18日
  - ロサンゼルス・ドジャースは、ブランドン・ゴームスがGMに就任したことを発表[5]。
- 19日
  - クリーブランド・ガーディアンズは、ジョー・トーレスがコーチ補佐に就任したことを発表[6]。
- 21日
  - ニューヨーク・メッツは、今季のコーチ陣容を発表[7]。
- 24日
  - MLBオーナー陣と選手会の新労使協定の会議がニューヨーク市内で行われ、選手会側がFA取得期間の短縮案を取り下げた[8]。
- 25日
  - MLBオーナー陣と選手会の新労使協定の会議が2日連続でニューヨーク市内で行われたが、合意に至らず[9]。
- 26日
  - アメリカ野球殿堂は、今季の全米野球記者協会（BBWAA）投票結果を発表。デビッド・オルティーズが殿堂入りを果たした[10]。

### 2月
- 3日
  - MLBオーナー陣と選手会の新労使協定の会議が難航しているため、MLB機構は米連邦調停局に緊急支援を要請した[11]。
- 4日
  - 選手会は米連邦調停局による仲裁を拒否したことを正式発表した[12]。
- 7日
  - テキサス・レンジャーズは、ニック・ハンドリーがGM付特別補佐に就任したことを発表[13]。
- 18日
  - 新労使協定の会議の難航を受け、MLB機構はMLBのスプリングトレーニングは3月5日まで延期することを発表した[14]。
- 28日
  - ニューヨーク・ヤンキースは、打撃コーチ補佐にヘンスリー・ミューレンスが就任したことを発表[15]。
  - マイアミ・マーリンズで最高経営責任者（CEO）を務めていたデレク・ジーターが辞任[16]。

### 3月
- 1日
  - 新労使協定の交渉がこの日も難航したことで、開幕延期と試合数削減が確定したことが発表された[17]。
- 10日
  - MLBとMLB選手会は新たな労使協定の合意を発表し、99日間のロックアウトは終了した[18]。延期していたスプリングトレーニングは3月13日に開始する事、両リーグ共にDH制を導入することも発表された[19]。
- 11日
  - シカゴ・カブスは、デビッド・ロス監督と2024年まで契約延長[20]。
  - サンフランシスコ・ジャイアンツは、シカゴ・ホワイトソックスからFAのカルロス・ロドンと2年4400万ドルで契約合意[21]。
  - セントルイス・カージナルスは、北海道日本ハムファイターズからFAのドリュー・バーヘイゲンと2年550万ドルで契約合意[22]。
- 12日
  - トロント・ブルージェイズは、シアトル・マリナーズからFAの菊池雄星と3年3600万ドルで契約合意[23]。
- 13日
  - ロサンゼルス・ドジャースは、クレイトン・カーショウと1年1700万ドルで再契約[24]。
  - ニューヨーク・ヤンキースのゲイリー・サンチェス、ジオ・ウルシェラと、ミネソタ・ツインズのジョシュ・ドナルドソン、アイザイア・カイナー＝ファレファ、ベン・ロートベットが交換トレード[25]。
- 14日
  - ピッツバーグ・パイレーツは、ミルウォーキー・ブルワーズからFAのダン・ボーゲルバック、シンシナティ・レッズからFAのヒース・ヘンブリーと1年契約[26]。
  - シカゴ・ホワイトソックスは、ロサンゼルス・ドジャーズからFAのジョー・ケリーと2年1700万ドル、サンディエゴ・パドレスからFAのビンス・ベラスケスと1年300万ドルで契約合意[27][28]。
  - シカゴ・ホワイトソックスは、サンディエゴ・パドレスからFAのビンス・ベラスケスと1年300万ドルで契約合意[29]。
  - シアトル・マリナーズのジャスティン・ダン、ジェイク・フレイリー、ブランドン・ウィリアムソン、後日発表選手と、シンシナティ・レッズのジェシー・ウィンカー、エウヘニオ・スアレスが交換トレード[30]。
- 15日
  - シカゴ・カブスは、ミネソタ・ツインズからFAのアンドレルトン・シモンズと1年400万ドルで契約合意[31]。
  - シカゴ・ホワイトソックスは、オークランド・アスレチックスからFAのジョシュ・ハリソンと1年550万ドルで契約合意[32]。
- 16日
  - ミルウォーキー・ブルワーズは、フィラデルフィア・フィリーズからFAのアンドリュー・マカッチェンと1年850万ドルで契約合意[33]。
  - カンザスシティ・ロイヤルズは、ヒューストン・アストロズからFAのザック・グレインキーと1年1300万ドルで契約合意[34]。
- 17日
  - ワシントン・ナショナルズは、タンパベイ・レイズからFAのネルソン・クルーズと1年1200万ドルで契約合意[35]。
  - コロラド・ロッキーズは、ミネソタ・ツインズからFAのアレックス・コロメと1年410万ドルで契約合意[36]。
  - ニューヨーク・ヤンキースは、アンソニー・リゾと2年3200万ドルで再契約[37]。
- 18日
  - ミネソタ・ツインズは、ヒューストン・アストロズからFAのカルロス・コレアと3年1億530万ドルで契約合意[38]。
  - アトランタ・ブレーブスは、ロサンゼルス・ドジャースからFAのケンリー・ジャンセンと1年1600万ドルで契約合意[39]。
  - コロラド・ロッキーズは、サンフランシスコ・ジャイアンツからFAのクリス・ブライアントと7年1億8200万ドルで契約合意[40]。
  - ロサンゼルス・ドジャースは、アトランタ・ブレーブスからFAのフレディ・フリーマンと6年1億6200万ドルで契約合意[41]。
  - シカゴ・カブスは、広島東洋カープからポスティングシステムでMLB移籍を目指していた鈴木誠也と5年8500万ドルで契約合意[42]。
  - ニューヨーク・ヤンキースのルーク・ボイトと、サンディエゴ・パドレスのジャスティン・ラングが交換トレード[43]。
- 20日
  - フィラデルフィア・フィリーズは、ボストン・レッドソックスからFAのカイル・シュワーバーと4年7900万ドルで契約合意[44]。
- 21日
  - マイアミ・マーリンズは、アトランタ・ブレーブスからFAのホルヘ・ソレアと3年3600万ドルで契約合意[45]。
- 22日
  - フィラデルフィア・フィリーズは、シンシナティ・レッズからFAのニック・カステヤノスと5年1億ドルで契約合意[46]。
- 23日
  - ボストン・レッドソックスは、コロラド・ロッキーズからFAのトレバー・ストーリーと6年1億4000万ドルで契約合意[47]。
- 28日
  - セントルイス・カージナルスは、ロサンゼルス・ドジャースからFAのアルバート・プホルスと1年250万ドルで契約合意[48]。

### 4月
- 1日
  - ロサンゼルス・ドジャースのクレイグ・キンブレルと、シカゴ・ホワイトソックスのA.J.ポロックが交換トレード[49]。
- 3日
  - ニューヨーク・ヤンキースのジョエリー・ロドリゲスと、ニューヨーク・メッツのミゲル・カストロが交換トレード[50]。
  - シカゴ・ホワイトソックスのザック・コリンズと、トロント・ブルージェイズのリース・マグワイアが交換トレード[51]。
- 4日
  - タンパベイ・レイズのオースティン・メドウズと、デトロイト・タイガースのイサーク・パレデスが交換トレード[52]。
- 6日
  - サンディエゴ・パドレスのビクター・カラティーニと、ミルウォーキー・ブルワーズのコリー・ハウエル（英語版）、ブレット・サリバンが交換トレード[53]。
- 7日
  - 公式戦開幕。

### 5月
- 5日
  - ミネソタ・ツインズは、監督のロッコ・バルデッリ、ディラン・バンディ、ルイス・アラエスが新型コロナウイルス陽性反応を受けたことを発表[54]。
- 9日
  - 秋山翔吾がサンディエゴ・パドレスとマイナー契約[55]。
- 10日
  - ロサンゼルス・エンゼルスのリード・デトマーズが、タンパベイ・レイズ戦でノーヒットノーランを達成[56]。史上251人目、316回目。
- 11日
  - ミルウォーキー・ブルワーズのクリスチャン・イエリッチが、シンシナティ・レッズ戦でサイクル安打。3度目の達成は史上6人目[57]。
  - クリーブランド・ガーディアンズ対シカゴ・ホワイトソックス戦は、ガーディアンズの複数名に新型コロナウイルス感染者が出たため中止[58]。
- 13日
  - サンディエゴ・パドレスは、ニューヨーク・メッツをDFAとなったロビンソン・カノと契約[59]。
- 15日
  - ピッツバーグ・パイレーツが、シンシナティ・レッズ戦で無安打勝利。史上6度目[60]。
- 17日
  - ヒューストン・アストロズが、ボストン・レッドソックス戦の2回表にMLBタイ記録となる1イニング5本塁打[61]。
  - ミルウォーキー・ブルワーズのJ.C.メヒアから禁止薬物のスタノゾロールが検出され、80試合の試合出場停止処分[62]。
  - ボルチモア・オリオールズ傘下に所属するマット・ハービーから禁止薬物が検出され、60試合の出場停止処分[63]。
- 18日
  - ボルチモア・オリオールズのポール・フライと、アリゾナ・ダイヤモンドバックスのルイス・オソリオが交換トレード[64]。
- 19日
  - シアトル・マリナーズのヨハン・ラミレスと、クリーブランド・ガーディアンズの金銭と後日発表選手が交換トレード[65]。
- 21日
  - シアトル・マリナーズは、ロサンゼルス・エンゼルスからFAのジャスティン・アップトンを獲得したことを発表[66]。
- 23日
  - MLB機構は、5月21日のニューヨーク・ヤンキース対シカゴ・ホワイトソックス戦で、ヤンキースのジョシュ・ドナルドソンがホワイトソックスのティム・アンダーソンに不適切な発言をしたとして、1試合の出場停止と罰金処分を科した[67]。

### 6月
- 7日
  - ロサンゼルス・エンゼルスがチームワーストタイとなる12連敗を喫し、成績不振によりジョー・マドン監督を解任[68]。フィル・ネビンが監督代行を務める。
- 10日
  - ロサンゼルス・エンゼルスのジャレッド・ウォルシュがサイクル安打[69]。
- 23日
  - テキサス・レンジャーズのウィリー・カルフーンと、サンフランシスコ・ジャイアンツのスティーブン・ダガーが交換トレード[70]。

### 7月
- 2日
  - ロサンゼルス・エンゼルスは、シカゴ・カブスをDFAのジョナサン・ビヤーを獲得[71]。
- 3日
  - ロサンゼルス・エンゼルスは、アトランタ・ブレーブスとの金銭トレードでトゥーキー・トゥーサンを獲得[72]。
- 18日
  - サンフランシスコ・ジャイアンツは、クリーブランド・ガーディアンズとの金銭トレードでアレックス・ヤングを獲得[73]。
- 19日
  - オールスターゲームがドジャー・スタジアムで開催され、アメリカン・リーグが9連勝。MVPは本塁打を記録したヤンキースのジャンカルロ・スタントン[74]。
- 21日
  - サンフランシスコ・ジャイアンツは、トレバー・ローゼンタールと1年契約を結んだことを発表[75]。
- 22日
  - ピッツバーグ・パイレーツのダン・ボーゲルバックと、ニューヨーク・メッツのコリン・ホルダーマンが交換トレード[76]。
- 23日
  - ニューヨーク・メッツは、ピッツバーグ・パイレーツとの金銭トレードでマイケル・ペレスを獲得[77]。
- 25日
  - ボストン・レッドソックスは、ミルウォーキー・ブルワーズとの金銭トレードでエイブラハム・アルモンテを獲得[78]。
- 27日
  - カンザスシティ・ロイヤルズのアンドリュー・ベニンテンディと、ニューヨーク・ヤンキースの後日発表選手が交換トレード[79]。
- 28日
  - シンシナティ・レッズのタイラー・ネイキン、フィリップ・ディールと、ニューヨーク・メッツの後日発表選手が交換トレード[80]。
- 29日
  - シンシナティ・レッズのルイス・カスティーヨと、シアトル・マリナーズのレビ・スタウト、アンドリュー・ムーア、ノエルビ・マルテ、エドウィン・アローヨが交換トレード[81]。
- 30日
  - シカゴ・カブスのクリス・マーティンと、ロサンゼルス・ドジャースのザック・マッキンストリーが交換トレード[82]。
  - フィラデルフィア・フィリーズのジョジョ・ロメロと、セントルイス・カージナルスのエドムンド・ソーサが交換トレード[83]。
  - タンパベイ・レイズのクリスチャン・セルダと、アリゾナ・ダイヤモンドバックスのデビッド・ペラルタが交換トレード[84]。

### 8月
- 1日
  - オークランド・アスレチックスのフランキー・モンタス、ルー・トリビーノと、ニューヨーク・ヤンキースのJP・シアーズ、ケン・ウォルディチャック、ルイス・メディーナ、クーパー・ボウマン（英語版）が交換トレード[85]。
  - ミルウォーキー・ブルワーズのジョシュ・ヘイダーと、サンディエゴ・パドレスのテイラー・ロジャース、ディネルソン・ラメット、エステウリー・ルイーズ、ロバート・ガセル（英語版）が交換トレード[86]。
- 2日
  - ワシントン・ナショナルズのフアン・ソト、ジョシュ・ベルと、サンディエゴ・パドレスのルーク・ボイト、CJ・エイブラムス、マッケンジー・ゴア、ロバート・ハッセル3世、ジェームズ・ウッド、ハーリン・スサナが交換トレード[87]。
  - ロサンゼルス・エンゼルスのライセル・イグレシアスがアトランタ・ブレーブスに移籍[88]。
  - ニューヨーク・ヤンキースのジョーイ・ギャロと、ロサンゼルス・ドジャースのクレイトン・ビーターが交換トレード[89]。
  - サンディエゴ・パドレスのエリック・ホズマー、マックス・ファーガソン（英語版）、コーリー・ロージャーと、ボストン・レッドソックスのジェイ・グルームが交換トレード[90]。
  - カンザスシティ・ロイヤルズのウィット・メリフィールドと、トロント・ブルージェイズのマックス・カスティーヨ、サマド・テイラーが交換トレード[91]。
- 9日
  - ロサンゼルス・エンゼルスの大谷翔平がベーブ・ルース以来約104年ぶりの、二桁勝利・二桁本塁打を達成[92]。
- 10日
  - デトロイト・タイガースはGMのアル・アビラの解任を発表[93]。
- 12日
  - サンディエゴ・パドレスのフェルナンド・タティス・ジュニアが禁止薬物（クロステボル）の陽性反応により80試合出場停止処分[94]。
- 24日
  - MLB機構は2023年シーズンの日程を発表[95]。
  - シアトル・マリナーズのジョージ・カービーが試合開始から24球連続ストライク、メジャー新記録[96]。
  - ロサンゼルス・エンゼルスの大谷翔平が30号本塁打。日本人選手による2年連続30本塁打は史上初[97]。

### 9月
- 5日
  - トロント・ブルージェイズのボー・ビシェットがダブルヘッダーの2試合で6安打、ア・リーグの遊撃手では史上初[98]。
- 7日
  - ニューヨーク・ヤンキースのアーロン・ジャッジが55号本塁打。球団の右打者の記録を更新[99]。
- 9日
  - MLB機構は来季から投球時間制限、守備シフト制限、ベースの拡大化の新ルールを発表[100]。
- 12日
  - ロサンゼルス・エンゼルスのマイク・トラウトが7試合連続本塁打、史上9人目[101]。
- 13日
  - ロサンゼルス・ドジャースが2年ぶり20回目のナショナルリーグ西地区優勝[102]。
- 17日
  - シンシナティ・レッズのハンター・グリーンが、1試合で100マイル以上のボールを47球投げ、メジャー新記録を樹立[103]。
- 18日
  - ニューヨーク・メッツのジェイコブ・デグロムが先発登板した試合で40試合連続の自責点3以下のメジャー新記録を樹立[104]。
  - ヒューストン・アストロズのフランバー・バルデスが1シーズンで25連続クオリティ・スタートのメジャー新記録を樹立[105]。
- 19日
  - ヒューストン・アストロズが2年連続11回目のアメリカンリーグ西地区優勝[106]。
- 20日
  - ニューヨーク・ヤンキースのアーロン・ジャッジがシーズン60本塁打、歴代8位タイ[107]。
- 23日
  - ロサンゼルス・エンゼルスの大谷翔平がシーズン30本塁打と200奪三振を同時達成、史上初[108]。
- 25日
  - クリーブランド・ガーディアンズが4年ぶり11回目のアメリカンリーグ中地区優勝[109]。
- 27日
  - ニューヨーク・ヤンキースが3年ぶり20回目のアメリカンリーグ東地区優勝[110]。
  - セントルイス・カージナルスが3年ぶり15回目のナショナルリーグ中地区優勝[111]。
- 30日
  - フィラデルフィア・フィリーズのJ.T.リアルミュートが20本塁打20盗塁。捕手史上2人目[112]。

### 10月
- 3日
  - シカゴ・ホワイトソックスはトニー・ラルーサ監督の退任を発表[113]。
- 4日
  - ニューヨーク・ヤンキースのアーロン・ジャッジがシーズン62本塁打、アメリカンリーグのシーズン本塁打記録更新[114]。
  - アトランタ・ブレーブスが5年連続22回目のナショナルリーグ東地区優勝[115]。
- 5日
  - レギュラーシーズン全日程終了。
- 8日
  - クリーブランド・ガーディアンズがタンパベイ・レイズにワイルドカードシリーズで勝利し、ア・リーグ地区シリーズに進出[116]。
  - シアトル・マリナーズがトロント・ブルージェイズにワイルドカードシリーズで勝利し、ア・リーグ地区シリーズに進出。敵地での7点差からの逆転勝利はポストシーズン史上初[117]。
  - フィラデルフィア・フィリーズがセントルイス・カージナルスにワイルドカードシリーズで勝利し、ナ・リーグ地区シリーズに進出[118]。
- 9日
  - サンディエゴ・パドレスがニューヨーク・メッツにワイルドカードシリーズで勝利し、ナ・リーグ地区シリーズに進出[119]。
- 15日
  - ヒューストン・アストロズがシアトル・マリナーズに地区シリーズで勝利し、6年連続のリーグ優勝決定シリーズに進出[120]。
  - フィラデルフィア・フィリーズがアトランタ・ブレーブスに地区シリーズで勝利し、12年ぶりのリーグ優勝決定シリーズに進出[121]。
  - サンディエゴ・パドレスがロサンゼルス・ドジャースに地区シリーズで勝利し、24年ぶりのリーグ優勝決定シリーズに進出[122]。
- 18日
  - ニューヨーク・ヤンキースがクリーブランド・ガーディアンズに地区シリーズで勝利し、3年ぶりのリーグ優勝決定シリーズに進出[123]。
- 23日
  - フィラデルフィア・フィリーズがサンディエゴ・パドレスにリーグチャンピオンシップシリーズで勝利し、13年ぶりのワールドシリーズに進出[124]。
- 23日
  - ヒューストン・アストロズがニューヨーク・ヤンキースにリーグチャンピオンシップシリーズで勝利し、2年連続のワールドシリーズに進出[125]。
- 25日
  - マイアミ・マーリンズは、新監督にスキップ・シューマッカーが就任することを発表[126]。
- 26日
  - シアトル・マリナーズは、カンザスシティ・ロイヤルズのルーク・ウィーバーを獲得[127]。

### 11月
- 5日
  - ヒューストン・アストロズが4勝2敗でフィラデルフィア・フィリーズにワールドシリーズに勝利し、5年ぶり2度目のワールドシリーズ優勝[128]。MVPはジェレミー・ペーニャ[129]。
- 6日
  - MLBは全131名のFA選手を発表[130]。
- 11日
  - ヒューストン・アストロズのGMのジェームズ・クリックが退任[131]。
  - アトランタ・ブレーブスは、タンパベイ・レイズを自由契約となったニック・アンダーソンと契約[132]。
- 15日
  - タンパベイ・レイズのJ.T.シャギワ、ゼイビア・エドワーズと、マイアミ・マーリンズのマーカス・ジョンソン、サンティアゴ・スアレスが交換トレード[133]。
- 16日
  - シアトル・マリナーズのエリック・スワンソンと、トロント・ブルージェイズのテオスカー・ヘルナンデスが交換トレード[134]。
- 17日
  - シアトル・マリナーズのカイル・ルイスと、アリゾナ・ダイヤモンドバックスのクーパー・ハメルが交換トレード[135]。
- 18日
  - ミネソタ・ツインズのジオ・ウルシェラと、ロサンゼルス・エンゼルスのアレハンドロ・ヒダルゴが交換トレード[136]。
  - マイアミ・マーリンズのジェフ・ブリガムとエリエセル・エルナンデス、ニューヨーク・メッツの後日発表選手が交換トレード[137]。
  - シンシナティ・レッズのダウリ・モレタと、ピッツバーグ・パイレーツのケビン・ニューマンが交換トレード[138]。
- 22日
  - ロサンゼルス・エンゼルスのジャンソン・ジャンク、エルビス・ペゲーロ、アダム・セミナリス（英語版）と、ミルウォーキー・ブルワーズのハンター・レンフローが交換トレード[139]。
- 28日
  - ヒューストン・アストロズは、シカゴ・ホワイトソックスからFAのホセ・アブレイユと合意[140]。
  - シアトル・マリナーズは、ミルウォーキー・ブルワーズからFAのトレバー・ゴットと合意[141]。
  - ロサンゼルス・エンゼルスは、フィラデルフィア・フィリーズからFAのクリス・デベンスキーとマイナー契約で合意[142]。
- 29日
  - ワシントン・ナショナルズは、デトロイト・タイガースからFAのジェイマー・キャンデラリオと1年契約で合意[143]。
  - ロサンゼルス・ドジャースは、サンフランシスコ・ジャイアンツからFAのシェルビー・ミラーと1年契約で合意[144]。

### 12月
- 1日
  - タンパベイ・レイズは、フィラデルフィア・フィリーズからFAのザック・エフリンと3年契約で合意[145]。
  - デトロイト・タイガースは、シアトル・マリナーズからFAのマシュー・ボイドと1年契約で合意[146]。
- 2日
  - シアトル・マリナーズのジェシー・ウィンカーとエイブラハム・トロ、ミルウォーキー・ブルワーズのコルテン・ウォンが交換トレード[147]。
  - テキサス・レンジャーズは、ニューヨーク・メッツからFAのジェイコブ・デグロムと5年契約で合意[148]。
  - アリゾナ・ダイヤモンドバックスは、ニューヨーク・ヤンキースからFAのミゲル・カストロと1年契約で合意[149]。
- 3日
  - ボルチモア・オリオールズは、フィラデルフィア・フィリーズからFAのカイル・ギブソンと1年契約で合意[150]。
- 5日
  - ロサンゼルス・エンゼルスは、コロラド・ロッキーズからFAのカルロス・エステベスと2年契約で合意[151]。
  - ニューヨーク・メッツは、ヒューストン・アストロズからFAのジャスティン・バーランダーと2年契約で合意[152]。
  - フィラデルフィア・フィリーズは、ロサンゼルス・ドジャースからFAのトレイ・ターナーと11年契約で合意[153]。
  - ロサンゼルス・ドジャースは、FAとなっていたクレイトン・カーショウと1年契約で合意[154]。
- 6日
  - ニューヨーク・ヤンキースは、ロサンゼルス・ドジャースからFAのトミー・ケインリーと2年契約で合意[155]。
  - クリーブランド・ガーディアンズは、サンディエゴ・パドレスからFAのジョシュ・ベルと2年契約で合意[156]。
  - テキサス・レンジャーズは、ロサンゼルス・ドジャースからFAのアンドリュー・ヒーニーと2年契約で合意[157]。
  - フィラデルフィア・フィリーズは、ニューヨーク・メッツからFAのタイフアン・ウォーカーと4年契約で合意[158]。
  - シカゴ・カブスは、ロサンゼルス・ドジャースからFAのコディ・ベリンジャーと1年契約で合意[159]。
  - サンフランシスコ・ジャイアンツは、シアトル・マリナーズからFAのミッチ・ハニガーと3年契約で合意[160]。
- 7日
  - ボストン・レッドソックスは、オリックス・バファローズからポスティングシステムを行使した吉田正尚と5年契約で合意[161]。
  - ニューヨーク・ヤンキースは、FAとなっていたアーロン・ジャッジと9年契約で合意[162]。
  - ニューヨーク・メッツは、セントルイス・カージナルスからFAのホセ・キンタナと2年契約で合意[163]。
  - サンディエゴ・パドレスは、ボストン・レッドソックスからFAのザンダー・ボガーツと11年契約で合意[164]。
- 9日
  - フィラデルフィア・フィリーズは、ボストン・レッドソックスからFAのマット・ストラムと2年契約で合意[165]。
  - ワシントン・ナショナルズは、ニューヨーク・メッツからFAのトレバー・ウィリアムズと2年契約で合意[166]。
  - セントルイス・カージナルスは、シカゴ・カブスからFAのウィルソン・コントレラスと5年契約で合意[167]。
- 10日
  - トロント・ブルージェイズは、タンパベイ・レイズからFAのケビン・キアマイアーと契約[168]。
  - ニューヨーク・メッツは、福岡ソフトバンクホークスから海外FA権を行使した千賀滉大と5年契約で合意[169]。
- 12日
  - オークランド・アスレチックス、アトランタ・ブレーブス、ミルウォーキー・ブルワーズ間で三角トレード。アスレチックスのショーン・マーフィーがブレーブス。アスレチックスのジョエル・パヤンプス、ブレーブスのウィリアム・コントレラスとジャスティン・イェーガーがブルワーズ。ブレーブスのカイル・マラー、マニー・ピーニャ、フレディ・ターノック、ロイバー・サリナス、ブルワーズのエステウリー・ルイーズがアスレチックスに移籍[170]。
- 13日
  - オークランド・アスレチックスは、ヒューストン・アストロズからFAのアレドミス・ディアスと2年契約、ミルウォーキー・ブルワーズのジェイス・ピーターソンと2年契約で合意[171]。
  - サンフランシスコ・ジャイアンツは、トロント・ブルージェイズからFAのロス・ストリップリングと2年契約で合意[172]。
- 14日
  - ロサンゼルス・ドジャースは、フィラデルフィア・フィリーズからFAのノア・シンダーガードと1年契約で合意[173]。
- 15日
  - ボルチモア・オリオールズは、シアトル・マリナーズからFAのアダム・フレイジャーと1年契約で合意[174]。
- 16日
  - ミネソタ・ツインズは、ロサンゼルス・ドジャースからFAのジョーイ・ギャロと1年契約で合意[175]。
  - アトランタ・ブレーブスは、後日発表選手とのトレードでボストン・レッドソックスの朴孝俊を獲得[176]。
- 17日
  - トロント・ブルージェイズは、ニューヨーク・メッツからFAのクリス・バシットと3年契約で合意[177]。
  - シカゴ・カブスは、アトランタ・ブレーブスからFAのダンズビー・スワンソンと7年契約で合意[178]。
  - ピッツバーグ・パイレーツは、クリーブランド・ガーディアンズからFAのオースティン・ヘッジスと1年契約で合意[179]。
- 18日
  - コロラド・ロッキーズのコナー・ジョーと、ピッツバーグ・パイレーツのニック・ガルシアが交換トレード[180]。
- 19日
  - アトランタ・ブレーブスは、アリゾナ・ダイヤモンドバックスからFAのジョーダン・ルプロウと1年契約で合意[181]。
  - サンディエゴ・パドレスは、ニューヨーク・メッツからFAのセス・ルーゴと2年契約で合意[182]。
- 20日
  - ロサンゼルス・エンゼルスは、サンディエゴ・パドレスからFAのブランドン・ドルーリーと2年契約で合意[183]。
- 21日
  - ニューヨーク・メッツのジェームズ・マッキャンとボルチモア・オリオールズの後日発表選手が交換トレード[184]。
- 22日
  - シカゴ・カブスは、FAとなっていたドリュー・スマイリーと2年の再契約で合意[185]。
- 23日
  - トロント・ブルージェイズのガブリエル・モレノ、ルルデス・グリエル・ジュニアと、アリゾナ・ダイヤモンドバックスのドールトン・バーショが交換トレード[186]。
  - ピッツバーグ・パイレーツのディエゴ・カスティーヨがトレードでアリゾナ・ダイヤモンドバックスに移籍[187]。
- 27日
  - ニューヨーク・メッツは、FAのアダム・オッタビーノと1年の再契約で合意[188]。
- 28日
  - アトランタ・ブレーブスは、テキサス・レンジャーズのイーライ・ホワイトを金銭トレードで獲得[189]。
  - ニューヨーク・ヤンキースのルーカス・リットキーとアトランタ・ブレーブスのインディゴ・ディアス、ケイレブ・ダービンが交換トレード[190]。
- 29日
  - ピッツバーグ・パイレーツは、サンフランシスコ・ジャイアンツからFAのハーリン・ガルシアと1年契約で合意[191]。
  - ロサンゼルス・ドジャースは、ボストン・レッドソックスからFAのJ.D.マルティネスと1年契約で合意[192]。
- 31日
  - デトロイト・タイガースは、ボルチモア・オリオールズとのトレードでタイラー・ネビンを獲得[193]。

## 達成された記録

### 打者の記録
- 4月23日 - デトロイト・タイガースのミゲル・カブレラがコロラド・ロッキーズ戦で史上33人目となる通算3000本安打を達成[194]。
- 4月28日 - ニューヨーク・ヤンキースのジャンカルロ・スタントンがボルチモア・オリオールズ戦で通算350本塁打、1341試合目で到達[195]。
- 5月14日 - ロサンゼルス・エンゼルスの大谷翔平がMLB通算100本塁打。日本人3人目、日本人史上最速の459試合で達成[196]。
- 5月18日 - セントルイス・カージナルスのアルバート・プホルスが、ニューヨーク・メッツ戦で歴代10位の通算3314本安打[197]。
- 6月4日 - セントルイス・カージナルスのアルバート・プホルスが通算3000試合出場。史上10人目[198]。
- 7月16日 - セントルイス・カージナルスのポール・ゴールドシュミットが通算300本塁打。史上153人目[199]。
- 7月30日 - ニューヨーク・ヤンキースのアーロン・ジャッジが通算200本塁打[200]。
- 8月13日 - ワシントン・ナショナルズのネルソン・クルーズが通算2000本安打[201]。
- 9月23日 - セントルイス・カージナルスのアルバート・プホルスが通算700本塁打。史上4人目[202]。
- 10月2日 - セントルイス・カージナルスのアルバート・プホルスが通算2214打点、歴代2位浮上[203]。

### 投手の記録
- 6月22日 - ロサンゼルス・エンゼルスの大谷翔平が通算300奪三振。300奪三振と100本塁打の達成はベーブ・ルース以来[204]。

- 9月2日 - サンディエゴ・パドレスのダルビッシュ有が日米通算3000奪三振[205]。
- 9月5日 - ボストン・レッドソックスのマイケル・ワカが通算1000奪三振[206]。
- 9月19日 - ニューヨーク・メッツのマックス・シャーザーが通算200勝、史上113人目[207]。

### その他の記録
- 5月3日 - ヒューストン・アストロズ監督のダスティ・ベイカーが監督通算2000勝。史上12人目[208]。

## 試合結果

### レギュラーシーズン
| アメリカンリーグ | アメリカンリーグ                  | アメリカンリーグ | アメリカンリーグ | アメリカンリーグ | アメリカンリーグ |        |        |        |        |        |        |        |        |        |
| 順               | チーム                            | 勝利             | 敗戦             | 勝率             | G差              |        |        |        |        |        |        |        |        |        |
| 東地区           | 東地区                            | 東地区           | 東地区           | 東地区           | 東地区           | 東地区 | 東地区 | 東地区 | 東地区 | 東地区 | 東地区 | 東地区 | 東地区 | 東地区 |
| ---------------- | --------------------------------- | ---------------- | ---------------- | ---------------- | ---------------- | ------ | ------ | ------ | ------ | ------ | ------ | ------ | ------ | ------ |
| 1                | (2)ニューヨーク・ヤンキース       | 99               | 63               | .611             | -                |        |        |        |        |        |        |        |        |        |
| 2                | (4)トロント・ブルージェイズ       | 92               | 70               | .568             | 7.0              |        |        |        |        |        |        |        |        |        |
| 3                | (6)タンパベイ・レイズ             | 86               | 76               | .531             | 13.0             |        |        |        |        |        |        |        |        |        |
| 4                | ボルチモア・オリオールズ          | 83               | 79               | .512             | 16.0             |        |        |        |        |        |        |        |        |        |
| 5                | ボストン・レッドソックス          | 78               | 84               | .481             | 21.0             |        |        |        |        |        |        |        |        |        |
| 中地区           |                                   |                  |                  |                  |                  |        |        |        |        |        |        |        |        |        |
| 1                | (3)クリーブランド・ガーディアンズ | 92               | 70               | .568             | -                |        |        |        |        |        |        |        |        |        |
| 2                | シカゴ・ホワイトソックス          | 81               | 81               | .500             | 11.0             |        |        |        |        |        |        |        |        |        |
| 3                | ミネソタ・ツインズ                | 78               | 84               | .481             | 14.0             |        |        |        |        |        |        |        |        |        |
| 4                | デトロイト・タイガース            | 66               | 96               | .407             | 26.0             |        |        |        |        |        |        |        |        |        |
| 5                | カンザスシティ・ロイヤルズ        | 65               | 97               | .401             | 27.0             |        |        |        |        |        |        |        |        |        |
| 西地区           |                                   |                  |                  |                  |                  |        |        |        |        |        |        |        |        |        |
| 1                | (1)ヒューストン・アストロズ       | 106              | 56               | .654             | -                |        |        |        |        |        |        |        |        |        |
| 2                | (5)シアトル・マリナーズ           | 90               | 72               | .556             | 16.0             |        |        |        |        |        |        |        |        |        |
| 3                | ロサンゼルス・エンゼルス          | 73               | 89               | .451             | 33.0             |        |        |        |        |        |        |        |        |        |
| 4                | テキサス・レンジャーズ            | 68               | 94               | .420             | 38.0             |        |        |        |        |        |        |        |        |        |
| 5                | オークランド・アスレチックス      | 60               | 102              | .370             | 46.0             |        |        |        |        |        |        |        |        |        |

| ナショナルリーグ | ナショナルリーグ                | ナショナルリーグ | ナショナルリーグ | ナショナルリーグ | ナショナルリーグ |        |        |        |        |        |        |        |        |        |
| 順               | チーム                          | 勝利             | 敗戦             | 勝率             | G差              |        |        |        |        |        |        |        |        |        |
| 東地区           | 東地区                          | 東地区           | 東地区           | 東地区           | 東地区           | 東地区 | 東地区 | 東地区 | 東地区 | 東地区 | 東地区 | 東地区 | 東地区 | 東地区 |
| ---------------- | ------------------------------- | ---------------- | ---------------- | ---------------- | ---------------- | ------ | ------ | ------ | ------ | ------ | ------ | ------ | ------ | ------ |
| 1                | (2)アトランタ・ブレーブス       | 101              | 61               | .623             | -                |        |        |        |        |        |        |        |        |        |
| 2                | (4)ニューヨーク・メッツ         | 101              | 61               | .623             | 0.0              |        |        |        |        |        |        |        |        |        |
| 3                | (6)フィラデルフィア・フィリーズ | 87               | 75               | .537             | 14.0             |        |        |        |        |        |        |        |        |        |
| 4                | マイアミ・マーリンズ            | 69               | 93               | .426             | 32.0             |        |        |        |        |        |        |        |        |        |
| 5                | ワシントン・ナショナルズ        | 55               | 107              | .340             | 46.0             |        |        |        |        |        |        |        |        |        |
| 中地区           |                                 |                  |                  |                  |                  |        |        |        |        |        |        |        |        |        |
| 1                | (3)セントルイス・カージナルス   | 93               | 69               | .574             | -                |        |        |        |        |        |        |        |        |        |
| 2                | ミルウォーキー・ブルワーズ      | 86               | 76               | .531             | 7.0              |        |        |        |        |        |        |        |        |        |
| 3                | シカゴ・カブス                  | 74               | 88               | .457             | 19.0             |        |        |        |        |        |        |        |        |        |
| 4                | シンシナティ・レッズ            | 62               | 100              | .383             | 31.0             |        |        |        |        |        |        |        |        |        |
| 5                | ピッツバーグ・パイレーツ        | 62               | 100              | .383             | 31.0             |        |        |        |        |        |        |        |        |        |
| 西地区           |                                 |                  |                  |                  |                  |        |        |        |        |        |        |        |        |        |
| 1                | (1)ロサンゼルス・ドジャース     | 111              | 51               | .685             | -                |        |        |        |        |        |        |        |        |        |
| 2                | (5)サンディエゴ・パドレス       | 89               | 73               | .549             | 22.0             |        |        |        |        |        |        |        |        |        |
| 3                | サンフランシスコ・ジャイアンツ  | 81               | 81               | .500             | 30.0             |        |        |        |        |        |        |        |        |        |
| 4                | アリゾナ・ダイヤモンドバックス  | 74               | 88               | .457             | 37.0             |        |        |        |        |        |        |        |        |        |
| 5                | コロラド・ロッキーズ            | 68               | 94               | .420             | 43.0             |        |        |        |        |        |        |        |        |        |

| アメリカンリーグ | アメリカンリーグ               | アメリカンリーグ | アメリカンリーグ | アメリカンリーグ | アメリカンリーグ | アメリカンリーグ | アメリカンリーグ | アメリカンリーグ | アメリカンリーグ | アメリカンリーグ | アメリカンリーグ | アメリカンリーグ | アメリカンリーグ | アメリカンリーグ |
| 順               | チーム                         | 地区             | 勝               | 敗               | 率               | 差               |                  |                  |                  |                  |                  |                  |                  |                  |
| 地区優勝         | 地区優勝                       | 地区優勝         | 地区優勝         | 地区優勝         | 地区優勝         | 地区優勝         | 地区優勝         | 地区優勝         | 地区優勝         | 地区優勝         | 地区優勝         | 地区優勝         | 地区優勝         | 地区優勝         |
| ---------------- | ------------------------------ | ---------------- | ---------------- | ---------------- | ---------------- | ---------------- | ---------------- | ---------------- | ---------------- | ---------------- | ---------------- | ---------------- | ---------------- | ---------------- |
| 1                | ヒューストン・アストロズ       | 西               | 106              | 56               | .654             |                  |                  |                  |                  |                  |                  |                  |                  |                  |
| 2                | ニューヨーク・ヤンキース       | 東               | 99               | 63               | .611             |                  |                  |                  |                  |                  |                  |                  |                  |                  |
| 3                | クリーブランド・ガーディアンズ | 中               | 92               | 70               | .568             |                  |                  |                  |                  |                  |                  |                  |                  |                  |
| ワイルドカード   |                                |                  |                  |                  |                  |                  |                  |                  |                  |                  |                  |                  |                  |                  |
| 4                | トロント・ブルージェイズ       | 東               | 92               | 70               | .568             | -6.0             |                  |                  |                  |                  |                  |                  |                  |                  |
| 5                | シアトル・マリナーズ           | 西               | 90               | 72               | .556             | -4.0             |                  |                  |                  |                  |                  |                  |                  |                  |
| 6                | タンパベイ・レイズ             | 東               | 86               | 76               | .531             | -                |                  |                  |                  |                  |                  |                  |                  |                  |
|                  |                                |                  |                  |                  |                  |                  |                  |                  |                  |                  |                  |                  |                  |                  |
| 7                | ボルチモア・オリオールズ       | 東               | 83               | 79               | .512             | 3.0              |                  |                  |                  |                  |                  |                  |                  |                  |
| 8                | シカゴ・ホワイトソックス       | 中               | 81               | 81               | .500             | 5.0              |                  |                  |                  |                  |                  |                  |                  |                  |
| 9                | ミネソタ・ツインズ             | 中               | 78               | 84               | .481             | 8.0              |                  |                  |                  |                  |                  |                  |                  |                  |
| 10               | ボストン・レッドソックス       | 東               | 78               | 84               | .481             | 8.0              |                  |                  |                  |                  |                  |                  |                  |                  |
| 11               | ロサンゼルス・エンゼルス       | 西               | 73               | 89               | .451             | 13.0             |                  |                  |                  |                  |                  |                  |                  |                  |
| 12               | テキサス・レンジャーズ         | 西               | 68               | 94               | .420             | 18.0             |                  |                  |                  |                  |                  |                  |                  |                  |
| 13               | デトロイト・タイガース         | 中               | 66               | 96               | .407             | 20.0             |                  |                  |                  |                  |                  |                  |                  |                  |
| 14               | カンザスシティ・ロイヤルズ     | 中               | 65               | 97               | .401             | 21.0             |                  |                  |                  |                  |                  |                  |                  |                  |
| 15               | オークランド・アスレチックス   | 西               | 60               | 102              | .370             | 26.0             |                  |                  |                  |                  |                  |                  |                  |                  |
| タイブレーク     |                                |                  |                  |                  |                  |                  |                  |                  |                  |                  |                  |                  |                  |                  |
|                  |                                |                  |                  |                  |                  |                  |                  |                  |                  |                  |                  |                  |                  |                  |

| ナショナルリーグ | ナショナルリーグ               | ナショナルリーグ | ナショナルリーグ | ナショナルリーグ | ナショナルリーグ | ナショナルリーグ | ナショナルリーグ | ナショナルリーグ | ナショナルリーグ | ナショナルリーグ | ナショナルリーグ | ナショナルリーグ | ナショナルリーグ | ナショナルリーグ |
| 順               | チーム                         | 地区             | 勝               | 敗               | 率               | 差               |                  |                  |                  |                  |                  |                  |                  |                  |
| 地区優勝         | 地区優勝                       | 地区優勝         | 地区優勝         | 地区優勝         | 地区優勝         | 地区優勝         | 地区優勝         | 地区優勝         | 地区優勝         | 地区優勝         | 地区優勝         | 地区優勝         | 地区優勝         | 地区優勝         |
| ---------------- | ------------------------------ | ---------------- | ---------------- | ---------------- | ---------------- | ---------------- | ---------------- | ---------------- | ---------------- | ---------------- | ---------------- | ---------------- | ---------------- | ---------------- |
| 1                | ロサンゼルス・ドジャース       | 西               | 111              | 51               | .685             |                  |                  |                  |                  |                  |                  |                  |                  |                  |
| 2                | アトランタ・ブレーブス         | 東               | 101              | 61               | .623             |                  |                  |                  |                  |                  |                  |                  |                  |                  |
| 3                | セントルイス・カージナルス     | 中               | 93               | 69               | .574             |                  |                  |                  |                  |                  |                  |                  |                  |                  |
| ワイルドカード   |                                |                  |                  |                  |                  |                  |                  |                  |                  |                  |                  |                  |                  |                  |
| 4                | ニューヨーク・メッツ           | 東               | 101              | 61               | .623             | -14.0            |                  |                  |                  |                  |                  |                  |                  |                  |
| 5                | サンディエゴ・パドレス         | 西               | 89               | 73               | .549             | -2.0             |                  |                  |                  |                  |                  |                  |                  |                  |
| 6                | フィラデルフィア・フィリーズ   | 東               | 87               | 75               | .537             | -                |                  |                  |                  |                  |                  |                  |                  |                  |
|                  |                                |                  |                  |                  |                  |                  |                  |                  |                  |                  |                  |                  |                  |                  |
| 7                | ミルウォーキー・ブルワーズ     | 中               | 86               | 76               | .531             | 1.0              |                  |                  |                  |                  |                  |                  |                  |                  |
| 8                | サンフランシスコ・ジャイアンツ | 西               | 81               | 81               | .500             | 6.0              |                  |                  |                  |                  |                  |                  |                  |                  |
| 9                | アリゾナ・ダイヤモンドバックス | 西               | 74               | 88               | .457             | 13.0             |                  |                  |                  |                  |                  |                  |                  |                  |
| 10               | シカゴ・カブス                 | 中               | 74               | 88               | .457             | 13.0             |                  |                  |                  |                  |                  |                  |                  |                  |
| 11               | マイアミ・マーリンズ           | 東               | 69               | 93               | .426             | 18.0             |                  |                  |                  |                  |                  |                  |                  |                  |
| 12               | コロラド・ロッキーズ           | 西               | 68               | 94               | .420             | 19.0             |                  |                  |                  |                  |                  |                  |                  |                  |
| 13               | シンシナティ・レッズ           | 中               | 62               | 100              | .383             | 25.0             |                  |                  |                  |                  |                  |                  |                  |                  |
| 14               | ピッツバーグ・パイレーツ       | 中               | 62               | 100              | .383             | 25.0             |                  |                  |                  |                  |                  |                  |                  |                  |
| 15               | ワシントン・ナショナルズ       | 東               | 55               | 107              | .340             | 32.0             |                  |                  |                  |                  |                  |                  |                  |                  |
| タイブレーク     |                                |                  |                  |                  |                  |                  |                  |                  |                  |                  |                  |                  |                  |                  |
| 1.               |                                |                  |                  |                  |                  |                  |                  |                  |                  |                  |                  |                  |                  |                  |

### オールスターゲーム
| 日付                                | ビジター球団（先攻） | スコア | ホーム球団（後攻） | 開催球場             |
| ----------------------------------- | -------------------- | ------ | ------------------ | -------------------- |
| 7月19日                             | アメリカンリーグ     | 3-2    | ナショナルリーグ   | ドジャー・スタジアム |
| MVP：ジャンカルロ・スタントン (NYY) |                      |        |                    |                      |

### ワイルドカードシリーズ
| |      |                |                |                |                |                |                |      |                |                |                |                |                |                |                  |                  |                  |                  |                  |                  |                  |  |  |  |  |  |  |  |  |  |  |  |  |  |
| | 5    | パドレス       | パドレス       | パドレス       | パドレス       | パドレス       | パドレス       |      |                |                |                |                |                |                |                  |                  |                  |                  |                  |                  |                  |  |  |  |  |  |  |  |  |  |  |  |  |  |
| | 7    | 3              | 6              |                |                |                |                | 6    | フィリーズ     | フィリーズ     | フィリーズ     | フィリーズ     | フィリーズ     | フィリーズ     |                  |                  |                  |                  |                  |                  |                  |  |  |  |  |  |  |  |  |  |  |  |  |  |
| | 1    | 7              | 0              |                |                | 7              | 0              | 9    | 8              |                |                |                |                |                |                  |                  |                  |                  |                  |                  |                  |  |  |  |  |  |  |  |  |  |  |  |  |  |
| | 4    | メッツ         | メッツ         | メッツ         | メッツ         | メッツ         | メッツ         | 6    | 3              | 1              | 3              |                |                |                |                  |                  |                  |                  |                  |                  |                  |  |  |  |  |  |  |  |  |  |  |  |  |  |
| |      |                |                |                |                |                |                | 2    | ブレーブス     | ブレーブス     | ブレーブス     | ブレーブス     | ブレーブス     | ブレーブス     | 6                | フィリーズ       | フィリーズ       | フィリーズ       | フィリーズ       | フィリーズ       | フィリーズ       |  |  |  |  |  |  |  |  |  |  |  |  |  |
| |      |                |                |                |                |                |                | 2    | 5              | 4              | 10             | 4              |                |                |                  |                  |                  |                  |                  |                  |                  |  |  |  |  |  |  |  |  |  |  |  |  |  |
| | 6    | フィリーズ     | フィリーズ     | フィリーズ     | フィリーズ     | フィリーズ     | フィリーズ     |      | 0              | 8              | 2              | 6              | 3              |                |                  |                  |                  |                  |                  |                  |                  |  |  |  |  |  |  |  |  |  |  |  |  |  |
| | 6    | 2              |                |                |                |                |                | 5    | パドレス       | パドレス       | パドレス       | パドレス       | パドレス       | パドレス       | 5                | パドレス         | パドレス         | パドレス         | パドレス         | パドレス         | パドレス         |  |  |  |  |  |  |  |  |  |  |  |  |  |
| | 3    | 0              |                |                |                | 3              | 5              | 2    | 5              |                |                |                | NLCS           | NLCS           | NLCS             | NLCS             | NLCS             | NLCS             | NLCS             |                  |                  |  |  |  |  |  |  |  |  |  |  |  |  |  |
| | 3    | カージナルス   | カージナルス   | カージナルス   | カージナルス   | カージナルス   | カージナルス   | 5    | 3              | 1              | 3              |                | NLCS           | NLCS           | NLCS             | NLCS             | NLCS             | NLCS             | NLCS             |                  |                  |  |  |  |  |  |  |  |  |  |  |  |  |  |
| | NLWC | NLWC           | NLWC           | NLWC           | NLWC           | NLWC           | NLWC           | 1    | ドジャース     | ドジャース     | ドジャース     | ドジャース     | ドジャース     | ドジャース     |                  |                  |                  |                  |                  |                  |                  |  |  |  |  |  |  |  |  |  |  |  |  |  |
| | NLWC | NLWC           | NLWC           | NLWC           | NLWC           | NLWC           | NLWC           | NLDS | NLDS           | NLDS           | NLDS           | NLDS           | NLDS           | NLDS           | N6               | フィリーズ       | フィリーズ       | フィリーズ       | フィリーズ       | フィリーズ       | フィリーズ       |  |  |  |  |  |  |  |  |  |  |  |  |  |
| |      |                |                |                |                |                |                | NLDS | NLDS           | NLDS           | NLDS           | NLDS           | NLDS           | NLDS           | 6                | 2                | 7                | 0                | 2                | 2                |                  |  |  |  |  |  |  |  |  |  |  |  |  |  |
| |      |                |                |                |                |                |                |      | 5              | 5              | 0              | 5              | 3              | 5              |                  |                  |                  |                  |                  |                  |                  |  |  |  |  |  |  |  |  |  |  |  |  |  |
| | 6    | レイズ         | レイズ         | レイズ         | レイズ         | レイズ         | レイズ         | A1   | アストロズ     | アストロズ     | アストロズ     | アストロズ     | アストロズ     | アストロズ     |                  |                  |                  |                  |                  |                  |                  |  |  |  |  |  |  |  |  |  |  |  |  |  |
| | 1    | 0              |                |                |                |                |                | 3    | ガーディアンズ | ガーディアンズ | ガーディアンズ | ガーディアンズ | ガーディアンズ | ガーディアンズ | ワールドシリーズ | ワールドシリーズ | ワールドシリーズ | ワールドシリーズ | ワールドシリーズ | ワールドシリーズ | ワールドシリーズ |  |  |  |  |  |  |  |  |  |  |  |  |  |
| | 2    | 1              |                |                |                | 1              | 4              | 6    | 2              | 1              |                |                |                |                | ワールドシリーズ | ワールドシリーズ | ワールドシリーズ | ワールドシリーズ | ワールドシリーズ | ワールドシリーズ | ワールドシリーズ |  |  |  |  |  |  |  |  |  |  |  |  |  |
| | 3    | ガーディアンズ | ガーディアンズ | ガーディアンズ | ガーディアンズ | ガーディアンズ | ガーディアンズ | 4    | 2              | 5              | 4              | 5              |                |                |                  |                  |                  |                  |                  |                  |                  |  |  |  |  |  |  |  |  |  |  |  |  |  |
| |      |                |                |                |                |                |                | 2    | ヤンキース     | ヤンキース     | ヤンキース     | ヤンキース     | ヤンキース     | ヤンキース     | 2                | ヤンキース       | ヤンキース       | ヤンキース       | ヤンキース       | ヤンキース       | ヤンキース       |  |  |  |  |  |  |  |  |  |  |  |  |  |
| |      |                |                |                |                |                |                | 2    | 2              | 0              | 5              |                |                |                |                  |                  |                  |                  |                  |                  |                  |  |  |  |  |  |  |  |  |  |  |  |  |  |
| | 5    | マリナーズ     | マリナーズ     | マリナーズ     | マリナーズ     | マリナーズ     | マリナーズ     |      | 4              | 3              | 5              | 6              |                |                |                  |                  |                  |                  |                  |                  |                  |  |  |  |  |  |  |  |  |  |  |  |  |  |
| | 4    | 10             |                |                |                |                |                | 5    | マリナーズ     | マリナーズ     | マリナーズ     | マリナーズ     | マリナーズ     | マリナーズ     | 1                | アストロズ       | アストロズ       | アストロズ       | アストロズ       | アストロズ       | アストロズ       |  |  |  |  |  |  |  |  |  |  |  |  |  |
| | 0    | 9              |                |                |                | 7              | 2              | 0    |                |                |                |                | ALCS           | ALCS           | ALCS             | ALCS             | ALCS             | ALCS             | ALCS             |                  |                  |  |  |  |  |  |  |  |  |  |  |  |  |  |
| | 4    | ブルージェイズ | ブルージェイズ | ブルージェイズ | ブルージェイズ | ブルージェイズ | ブルージェイズ | 8    | 4              | 1              |                |                | ALCS           | ALCS           | ALCS             | ALCS             | ALCS             | ALCS             | ALCS             |                  |                  |  |  |  |  |  |  |  |  |  |  |  |  |  |
| | ALWC | ALWC           | ALWC           | ALWC           | ALWC           | ALWC           | ALWC           | 1    | アストロズ     | アストロズ     | アストロズ     | アストロズ     | アストロズ     | アストロズ     |                  |                  |                  |                  |                  |                  |                  |  |  |  |  |  |  |  |  |  |  |  |  |  |
| | ALWC | ALWC           | ALWC           | ALWC           | ALWC           | ALWC           | ALWC           | ALDS |                |                |                |                |                |                |                  |                  |                  |                  |                  |                  |                  |  |  |  |  |  |  |  |  |  |  |  |  |  |
| |      |                |                |                |                |                |                |      |                |                |                |                |                |                |                  |                  |                  |                  |                  |                  |                  |  |  |  |  |  |  |  |  |  |  |  |  |  |
| - 対戦カードはレギュラーシーズンのシード順で決定される - チーム名の左の数字は、レギュラーシーズンの結果に基づいて決定されたシード順 - ワールドシリーズはレギュラーシーズン成績上位がシード順上位扱いとなる - 各ラウンドの開催地は、3回戦は3戦全て、5回戦は1・2・5戦、7回戦は1・2・6・7戦がシード上位のホームグラウンドとなる - 得点の背景色はどちらのホームグラウンドで開催されたかを示す |      |                |                |                |                |                |                |      |                |                |                |                |                |                |                  |                  |                  |                  |                  |                  |                  |  |  |  |  |  |  |  |  |  |  |  |  |  |

#### アメリカンリーグ
クリーブランド・ガーディアンズ 対 タンパベイ・レイズ
| 日付                                 | 試合    | ビジター球団（先攻） | スコア | ホーム球団（後攻）             | 開催球場                   |
| ------------------------------------ | ------- | -------------------- | ------ | ------------------------------ | -------------------------- |
| 10月7日                              | 第1試合 | タンパベイ・レイズ   | 1-2    | クリーブランド・ガーディアンズ | プログレッシブ・フィールド |
| 10月8日                              | 第2試合 | タンパベイ・レイズ   | 0-1    | クリーブランド・ガーディアンズ | プログレッシブ・フィールド |
| 勝者：クリーブランド・ガーディアンズ |         |                      |        |                                |                            |

トロント・ブルージェイズ 対 シアトル・マリナーズ
| 日付                       | 試合    | ビジター球団（先攻） | スコア | ホーム球団（後攻）       | 開催球場             |
| -------------------------- | ------- | -------------------- | ------ | ------------------------ | -------------------- |
| 10月7日                    | 第1試合 | シアトル・マリナーズ | 4-0    | トロント・ブルージェイズ | ロジャーズ・センター |
| 10月8日                    | 第2試合 | シアトル・マリナーズ | 10-9   | トロント・ブルージェイズ | ロジャーズ・センター |
| 勝者：シアトル・マリナーズ |         |                      |        |                          |                      |

#### ナショナルリーグ
セントルイス・カージナルス 対 フィラデルフィア・フィリーズ
| 日付                               | 試合    | ビジター球団（先攻）         | スコア | ホーム球団（後攻）         | 開催球場             |
| ---------------------------------- | ------- | ---------------------------- | ------ | -------------------------- | -------------------- |
| 10月7日                            | 第1試合 | フィラデルフィア・フィリーズ | 6-3    | セントルイス・カージナルス | ブッシュ・スタジアム |
| 10月8日                            | 第2試合 | フィラデルフィア・フィリーズ | 2-0    | セントルイス・カージナルス | ブッシュ・スタジアム |
| 勝者：フィラデルフィア・フィリーズ |         |                              |        |                            |                      |

ニューヨーク・メッツ 対 サンディエゴ・パドレス
| 日付                         | 試合    | ビジター球団（先攻）   | スコア | ホーム球団（後攻）   | 開催球場           |
| ---------------------------- | ------- | ---------------------- | ------ | -------------------- | ------------------ |
| 10月7日                      | 第1試合 | サンディエゴ・パドレス | 7-1    | ニューヨーク・メッツ | シティ・フィールド |
| 10月8日                      | 第2試合 | サンディエゴ・パドレス | 3-7    | ニューヨーク・メッツ | シティ・フィールド |
| 10月9日                      | 第3試合 | サンディエゴ・パドレス | 6-0    | ニューヨーク・メッツ | シティ・フィールド |
| 勝者：サンディエゴ・パドレス |         |                        |        |                      |                    |